# Geomela
Geomela là một chi bọ cánh cứng trong họ Chrysomelidae.
Chi này được miêu tả khoa học năm 1916 bởi Lea.

## Các loài
Các loài trong chi này gồm:
- Geomela beatricis Daccordi & De Little, 2003
- Geomela chiarae Daccordi & De Little, 2003
- Geomela endiandrae Daccordi, 2003
- Geomela variabile Daccordi, 2003